# Daniel Bryan
Bryan Lloyd Danielson (* 22. května 1981, Aberdeen, Washington, USA) je americký profesionální wrestler, který působí ve AEW pod jménem Bryan Danielson. Byl také známý pod ringovým jménem, později přezdívkou, American Dragon. Ve WWE používal přezdívku Daniel Bryan.
Danielson je bývalý dvojnásobný Světový šampion, Světový šampion v těžké váze ve WWE a Světový šampion Ring of Honor.
V nezávislých organizacích držel několik hlavních titulů, je dvojnásobný Pro Wrestling Guerrilla (PWG) šampion, Westside Xtreme Wrestling šampion v těžké váze a FIP šampion v těžké váze.
Mimo tyto světové šampionáty Danielson také jednou držel GHC Junior šampionát v těžké váze v Pro Wrestling Noah a stal se posledním ROH Pure šampionem, dokud nebyl tento titul zrušen. Danielson ho v roce 2006 vyměnil za ROH titul. Také držel IWGP Junior Tag Team šampionát v těžké váze v organizaci New Japan Pro Wrestling společně s Curry Manem. Do roku 2010 se Danielson především účastnil zápasů v ROH a na nezávislé scéně.
V červnu 2010 bylo krátce poté, co skončila soutěž WWE NXT, které se Danielson účastnil, oznámeno, že byl ze svého WWE kontraktu propuštěn. Do WWE se vrátil v srpnu na show SummerSlam a následující měsíc získal Titul Spojených států. 17. července 2011 vyhrál žebříkový zápas Money in the Bank pro SmackDown. 18. prosince 2011 Bryan využil svůj Money in the Bank kontrakt za zápas o titul s Big Showem a stal se Světovým šampionem v těžké váze.

## Profesionální wrestlingová kariéra
V roce 1999 začal Danielson navštěvovat wrestlingovou školu Deana Malenka. Poté debutoval ve wrestlingové organizaci Shawna Michaelse, Texas Wrestling Alliance (TWA) a 21. března 2000 získal svůj první wrestlingový titul, když se spojil se Spankym, a společně vyhráli TWA Tag Teamový šampionát poražením Jeromyho Sagea a Rubena Cruze. Později podepsal vývojovou smlouvu s World Wrestling Federation (WWF) a začal působit v jejich vývojovém středisku Memphis Championship Wrestling (MCW). Trénoval ho bývalý wrestler William Regal. V roce 2001 byl Danielson ze svého WWF kontraktu propuštěn, předtím se mu zde podařilo získat MCW šampionát v lehké váze a MCW Tag Teamový šampionát se Spankym.
V roce 2002 se připojil k nezávislé scéně Ring of Honor a stal se "událostí večera" v show The Era of Honor Begins v trojitém zápase proti Low Ki a Christopheru Danielsovi. 15. září 2005 porazil na show Glory by Honor IV Jamese Gibsona pro ROH Světový šampionát. Po zbytek tohoto roku svůj titul úspěšně obhajoval. Na začátku roku 2006 začal mít Chris Hero, reprezentant Combat Zone Wrestling (CZW), feud s Danielsonem a předtím, než nastal jejich zápas, si tito dva vyměnili pár ostrých slov na internetu. Tento jejich feud vedl k tomu, že Danielson zaútočil na polovinu wrestlerů CZW, kteří mu později jeho akci oplatili. Poté si Danielson zranil rameno a byl na delší dobu vyřazen z ringu.
11. května 2007 se do společnosti ROH vrátil a ve svém prvním zápase porazil Shanea Hagadorna a Adama Pearceho. 12. května pořádala ROH svou první pay-per-view show, Respect is Earned, kde se Danielson spojil s ROH Světovým šampionem Takeshim Morishimou proti Nigelovi McGuinness a Kentovi. Danielsův tým vyhrál poté, co Danielson aplikoval svůj chvat Cattle Mutilation na Kentovi. 23. srpna bylo oznámeno, že Danielson podepsal vývojovou smlouvu s World Wrestling Entertainment (WWE). 28. září ve svém posledním ROH zápase na show Glory by Honor VIII: The Final Countdown porazil v zápase Nigela McGuinness, který zde měl také svůj poslední zápas.
23. srpna 2009 ROH oznámila, že Danielson podepsal vývojovou smlouvu s World Wrestling Entertainment. Svůj debut měl Danielson 4. ledna 2009 v dark zápase (viděli ho jen diváci v aréně) na show Raw kde porazil Chava Guerrera. Později bylo oznámeno, že Danielson putuje do vývojového střediska WWE, Florida Championship Wrestling (FCW). Svůj FCW ringový debut si odzápasil 14. ledna kde byl poražen Kavalem. 11. února byl Bryan Danielson přejmenován na Daniela Bryana. Poté uvedl, že mu byl dán list deseti možných jmen ze kterých si bude muset vybrat jedno, které bude používat v ringu a Daniel Bryan bylo jedno z nich, zatímco Bryan Danielson tam nebylo.
16. února bylo oznámeno, že se bude účastnit natáčení první sezóny show WWE NXT pod jménem Daniel Bryan s The Mizem jako jeho mentorem. Debutoval v zahajovací epizodě NXT 23. února kde prohrál v zápase proti Světovému šampionu v těžké váze, Chrisu Jerichovi. Po zápase byl napaden The Mizem za to, že mu odmítal ukázat svůj respekt k němu. 10. května poprvé vyhrál svůj WWE zápas, a to na Raw po odpinování Santino Marelly. Následující týden byl eliminován z show NXT. Později ten večer, při rozhovoru uvedl, že je to sice konec pro Daniela Bryana ale pro Bryana Danielsona nikoliv. I přes své vyloučení ještě několikrát v NXT vystupoval. 31. května na Raw porazil The Mize v zápase. 11. června 2010 bylo oznámeno, že byl Daniel Bryan z WWE vyhozen. Na webu Wrestling Observer bylo informováno, že byl Danielson vyhozen za to, že škrtil Justina Robertse jeho vlastní kravatou v segmentu na Raw a že to je až moc pro TV-PG programování WWE. Danielson později řekl, že se WWE omluvila za to, že ho vyhodila.
Poté byl Danielson kontaktován několika Japonskými organizacemi a Total Nonstop Action Wrestling. 26. června 2010 se však vrátil na nezávislou scénu. V Tayloru v Michiganu na show We Must Eat Michigan's Brain od Chikary porazil v zápase Eddieho Kingstona.
15. srpna 2010 se Daniel Bryan do WWE vrátil na pay-per-view show SummerSlam kde se objevil jako sedmý člen Týmu WWE proti týmu Nexus, který byl složen ze členů NXT. Byl ale eliminován Wadeem Barrettem. Na show Night Of Champions Bryan porazil svého bývalého mentora, The Mize, pro WWE Šampionát Spojených států, a získal tak svůj první titul ve WWE. Následně titul úspěšně obhajoval. 30. listopadu bylo v epizodě NXT oznámeno, že se Bryan do této show vrací jako mentor pro NXT Rookie 4. sezóny Derricka Batemana. Později, v roce 2010, začaly The Bella Twins vyjadřovat svou lásku Danielovi Bryanovi, doprovázely ho k ringu a společně se účastnili mixovaných týmových zápasů. 24. ledna 2011 bylo v epizodě Raw odhaleno, že Bryan měl tajný romantický vztah s Gail Kimovou, která ho později doprovázela k ringu. 14. března na Raw ztratil Bryan svůj titul WWE šampiona Spojených států se Sheamusem. Nejdříve s ním měl mít rematch na WrestleManii XXVII , ale nakonec skončil jako dark zápas.
26. dubna byl Bryan draftován do SmackDownu. Debutoval zde 6. května v zápase, kde prohrál s Sheamusem. Poté se spojil se Sin Carou začal mít feud s Cody Rhodesem a Tedem DiBiase. 28. července se vrátil ještě jednou do NXT aby se stal manažerem Derricka Batemana. 17. července na show Money in the Bank vyhrál stejnojmenný zápas určený pro členy rosteru SmackDown. Tento kufřík inkasoval na show TLC: Tables, Ladders and Chairs do zápasu o Světový šampionát v těžké váze proti Big Showovi poté, co Big Show porazil Marka Henryho o tento titul a držel ho necelou minutu. V listopadu také Bryan začal románek s AJ Lee. Během držení tohoto titulu se z Bryana stal arogantní charakter a vždy po vítězství v zápase nadměrně vyjadřoval svou radost. Když AJ prohlásila, že Bryana miluje, on se vyhnul tím, že řekl, že jí na oplátku má rád. V lednu 2012 Bryan svůj titul třikrát úspěšně obhájil; proti Big Showovi, proti Big Showovi v zápase bez diskvalifikace kde Show zakopl o AJ a zranil ji a proti Marku Henrymu v Lumberjack zápase.
Na show Elimination Chamber Bryan porazil v zápase Big Showa, Wadea Barretta, Codyho Rhodese, The Great Khaliho a Santino Marellu pro obhájení svého Světového titulu v těžké váze. Bryanovo panování jako šampion skončilo na akci WrestleMania XXVIII kde byl Bryan poražen Sheamusem v zápase o titul v pouhých 18 sekundách jelikož byl Bryan "zaněprázdněný" polibkem na štěstí od své přítelkyně AJ. V březnu začal Bryan s AJ špatně zacházet, veřejně po ní nárokoval, aby mlčela a dával jí na vinu ztrátu svého titulu a nechal ji jako emocionální trosku. Na show Extreme Rules měl opět šanci zápasit o titul Světového šampiona v těžké váze proti Sheamusovi, nepodařilo se mu ale zápas vyhrát.
Následující show Raw si získal zápas o WWE titul s CM Punkem v Beat The Clock zápase, kde porazil Jerryho "The King" Lawlera do 3 minut. Svůj titulový zápas získal na show Over the Limit, zápas ale nevyhrál. Před svým zápase na Over the Limit napadl Kanea a CM Punka židlí, což vedlo ke trojitému feudu. Do tohoto feudu se připletla i jeho bývalá přítelkyně, AJ, která projevila zájem o CM Punka i Kanea. 1. června v epizodě SmackDownu Bryan přerušil zápas o WWE titul mezi Punkem a Kanem, to vedlo ke trojitému zápasu mezi těmito třemi na show No Way Out. CM Punk svůj titul zde obhájil. 25. června na Raw porazil Bryan CM Punka a Kanea v trojitém zápase kde nešlo o titul ale získal si tak další šampionát o WWE titul. Ten se konal na Money in the Bank s AJ jako speciální rozhodčí, Punk svůj titul obhájil. Následující týden na Raw AJ přijala Bryanovu nabídku o sňatek. Další týden, na Raw 1000, se jejich svatba zkazila, když ho AJ, která přijala nabídku Vince McMahona aby se stala generální ředitelkou Raw, u oltáře odmítla a nechala ho zde rozzlobeného a opuštěného. Bryan následně začal ničit svatební vybavení v ringu, byl napadený The Rockem a uražený Charliem Sheenem.
Na SummerSlamu začal mít feud s Kanem. Následně byli oba posláni do psychologické ordinace doktora Shelbyho a museli se společně účastnit "Hug It Out" zápasu ve kterém šlo o to, aby se uprostřed v ringu objali. 10. září na show Raw porazil tým ve složení Bryana a Kanea tým Prime Time Players (Titus O'Neil a Darren Young) a stali se tak účastníky číslo 1 pro WWE Tag Teamový šampionát. Na Night Of Champions Bryan a Kane porazili v zápase Kofiho Kingstona a R-Trutha a stali se tak novými WWE Tag Teamovými šampiony. Následující týden na Raw svůj titul obhájili proti těm samým soupeřům. Další týden bylo na Raw zvoleno prostřednictví ankety na sociální síti Twitter oficiální jméno pro tento tým, které zní "Team Hell No".Team Hell No se nakonec rozpadl.
Daniel Bryan měl zápas s Johnem Cenou o WWE titul který Daniel vyhrál, ale poté se objevil Randy Orton s kufříkem Money In The Bank který Orton zpeněžil a zápas vyhrál.Daniel vyzval Tripla H aby s ním zápasil na Wrestlemanii XXX, Bryan nakonec zápas vyhrál a byl zařazen do zápasu Orton vs Batista vs Bryan o WWE World Heavyweight tituly které vyhrál. V Raw po Wrestlemanii musel v hlavní taháku obhajovat svůj titul proti Triple H. Ještě než tento zápas začal byl Bryan napaden a zmasakrován trojicí Batista, Orton a Kane. Do ringu přišel Triple H zazněl gong a Triple H měl jednoduchou cestu k zisku hlavního titulu společnosti, ale jakmile chtěl Bryana odpočítat, tak mu na pomoc přišel The Shield. Raw poté oznámila Stephanie McMahon kdo bude jeho soupeř na Extreme Rules. The Big Red Monster, Kane, který se vymkl kontrole Authority. Když Daniel oslavoval svatbu, přišel Kane a třemi ''tombstone piledriverama'' zničil Bryana, ten ale nakonec na Extreme Rules vyhrál a obhájil svůj titul. V Raw po Extreme Rules pak napadl Kane Brie Bellu a Daniel Bryana v autě. Kaneův a Bryanův spor o WWEWH titul měl pokračovat i na Paybacku, ale Daniel se během sporu zranil a musel na operaci s klíční kostí. Rehabilitace bude trvala déle než se očekávalo, takže Daniel musel přijít o titul. Na placené akci Money in the bank se poté rozhodlo o novém WWEWH championovi, Johnu Cenovi, který následně titul prohrál na PPV SummerSlamu proti Brocku Lesnarovi.
Dne 8.2.2016 oficiálně oznámil ukončení své úspěšné kariéry wrestlera kvůli přetrvávajícím problémům se zdravím. Ve své výpovědi poznamenal, že za 16 let v ringu měl velké množství otřesů. I když se původně zdálo, že jeho mozek je v pořádku, poslední vyšetření odhalilo otok a poškození, které způsobuje záchvaty. Přiznal, že měl po otřesu záchvaty, které držel v tajnosti dlouhou dobu, aby se mohl do ringu ještě vrátit, ale po tomto zjištění se rozhodl pro jistotu svou aktivní kariéru ukončit.
Dne 20.3.2018 mu bylo umožněno doktory vrátit se do ringu a první zápas po návratu se uskutečnil na Wrestlemanii 34, kde se spolu se Shanem Mcmahonem postavil proti dvojici Sami Zayn a Kevin Owens. Tento zápas vyhrála dvojice Mcmahon a Bryan

## Osobní život
Danielson jmenoval několik wrestlerů, kteří mají vliv na jeho styl zápasení: Toshiaki Kawada, Mitsuharu Misawa a William Regal. V roce 2009 se přestěhoval do Las Vegas v Nevadě a začal trénovat v posilovně Randyho Coutureho, Xtreme Couture. Jeho spolubydlícím byl trenér v této posilovně, Neil Melanson.
V roce 2009 se z Danielsona stal vegan. V roce 2012 byl zvolen cenou Libby Award od organizace PETA za "Nejvíce k zvířatům přátelského sportovce". Na počet Danielsona jmenoval Mayor Micah Cawley z Yakimy, Washingtonu den 13. ledna jako Den Daniela Bryana. V září 2012 Danielson odhalil, že nebyl vegan moc dlouhou dobu kvůli skutečnosti, že si vypěstoval nesnášenlivost k sóje a na cestách podle jeho vyjádření bylo obtížné sehnat veganskou stravu nezaloženou na sóje.
Danielson je velký fanoušek indie rock a nahrál singl s Kimyou Dawsonovou jako úctu pro wrestlingovou legendu "Kapitána" Lou Albano.
Od března 2012 je Danielson ve vztahu s bývalou WWE Divou Brie Bellou. V dubnu 2014 se s ní i oženil.

## Ve wrestlingu
- Ukončovací chvaty
  - Jako Daniel Bryan
    - Guillotine choke
    - LeBell Lock / "No!" Lock /"Yes!" Lock
    - Running Knee

  - Jako Bryan Danielson
    - Bridging dragon suplex
    - Cattle Mutilation (Bridging double chickenwing)
    - Crossface chickenwing
    - Double wrist-clutch
    - LeBell Lock (Omoplata crossface) - 2011
    - Multiple elbow strikes
    - Regal-Plex (Bridging leg hook belly to back suplex) - od Williama Regala
    - Small package
    - Triangle choke

  - Další chvaty
    - Airplane spin
    - Ankle lock
    - Backflip
    - Corner elbow smash
    - Discus elbow smash
    - Diving headbutt
    - Dragon screw
    - European uppercut
    - Flying forearm smash
    - Heel hook
    - Indian deathlock
    - Jumping high knee
    - Leaping knee drop
    - Rolling fireman's carry slam
    - Running leg lariat
    - Sleeper hold
    - Springboard suicide senton
    - Suicide dive
    - Surfboard
- Manažeři
  - Dave Prazak
  - The Miz
  - The Bella Twins
  - Gail Kim
  - AJ Lee
- Přezdívky
  - "Americký drak"
  - "Americký delfín"
  - "Nejlepší wrestler na světě"
  - "Křížek"
  - "Mistr Small Package"
  - "Mr. Money in the Bank"
  - "Mr. Small Package"
  - "Submission specialista
- Theme songy
  - "Self Esteem" od The Offspring (Nezávislá scéna)
  - "Obsession" od Animotion (Nezávislá scéna)
  - "The Final Countdown" od Europe (Nezávislá scéna)
  - "Ride of the Valkyries" od Richarda Wagnera (WWE; 20. září 2010-29. července 2011)
  - "Big Epic Thing" od Jima Johnstona (WWE; 29. srpna 2011-4. listopadu 2011)
  - "Flight of the Valkyries" od Richarda Wagnera a Jima Johnstona (WWE; 11. listopadu 2011-současná doba)

### Wrestleři, které trénuje/trénoval
- Alex Payne
- Andrew Patterson
- Bobby Quance
- Cheerleader Melissa
- Coone
- Dan Marshall
- Ernie Osiris
- Farmer Joe
- Kafu
- Reno
- Robbie Ryder
- Ryan Drago
- Sara Del Rey
- Zodiac

## Šampionáty a ocenění
- All Pro Wrestling
  - APW Světový internetový šampion (1 krát)
  - Král Indies (2001)
- All Star Wrestling
  - ASW Šampionát ve střední váze (1 krát)
- East Coast Wrestling Association
  - ECWA Tag Teamový šampionát (1 krát) - s Low Ki
- Evolve
  - Zápas roku (2010) vs. Munenori Sawa 11. září
- Extreme Canadian Championship Wrestling
  - NWA Kanadský Junior šampionát v těžké váze (1 krát)
- Full Impact Pro
  - FIP Šampionát v těžké váze (1 krát)
- International Wrestling Association
  - IWA Puerto Rico šampionát v těžké váze (1 krát)
- Memphis Championship Wrestling
  - MCW Southern Light šampionát v těžké váze (1 krát)
  - MCW Southern Tag Teamový šampionát (1 krát) - se Spankym
- NWA Mid-South
  - NWA Southern Junior šampionát v těžké váze (1 krát)
- New Japan Pro Wrestling
  - IWGP Junior Tag Teamový šampionát v těžké váze (1 krát) - s Curry Manem
  - To nejlepší z Amerických Super Juniorů (2004)
- Pro Wrestling Guerrilla
  - PWG Světový šampionát (2 krát)
- Pro Wrestling Illustrated
  - 4. místo v žebříčku od magazínu PWI, 500 nejlepších wrestlerů, PWI 500 2012
- Pro Wrestling Noah
  - GHC Junior šampionát v těžké váze (1 krát)
- Pro Wrestling Report
  - Nezávislý wrestler roku (2006)
- Ring of Honor
  - ROH Pure šampionát (1 krát)
  - ROH Světový šampionát (1 krát)
  - Survival of the Fittest (2004)
- Texas Wrestling Alliance
  - TWA Tag Teamový šampionát (1 krát) - se Spankym
- westside Xtreme wrestling
  - wXw Světový šampionát v těžké váze (1 krát)
  - Ambition 1 (2010)
- World Series Wrestling
  - WSW šampionát v těžké váze (1 krát)
- World Wrestling Entertainment / WWE
  - WWE World Heavyweight Champion (1 krát)
  - WWE Champion (2 krát)
  - World Heavyweight Champion (1 krát)
  - United States Champion (1 krát)
  - Intercontinental Champion (1 krát)
  - WWE Tag Teamový šampionát (1 krát) - s Kanem
  - Money in the Bank (SmackDown 2011)
  - Cena Slammy Award za Cole ve tvé ponožce (2010) - napadení Michaela Colea na NXT
  - Cena Slammy Award za Největšího šok roku (2010) - debut Nexusu
- Wrestling Observer Newsletter
  - Nejvíce vynikající wrestler (2006-2010)
  - Nejlepší technický wrestler (2005-2011)
  - Zápas roku (2007) vs. Takeshi Morishima 25. srpna